# Il mondo intero
Il mondo intero (The Whole Wide World) è un film statunitense del 1996, diretto da Dan Ireland che racconta la storia d'amore tra lo scrittore di pulp magazine Robert Ervin Howard (interpretato da Vincent D'Onofrio) e l'insegnante Novalyne Price Ellis (Renée Zellweger).
Il film è un adattamento cinematografico, operato da Michael Scott Myers, della memoria biografica One Who Walked Alone: Robert E. Howard, The Final Years (Donald M. Grant publisher, 1986) opera della Ellis.

## Trama
Il film è ambientato nella prima metà del XX secolo, nel 1933, in Texas. L'aspirante e promettente scrittrice Novalyne Price è convinta dagli amici ad incontrare l'eccentrico e originale scrittore di pulp magazine Robert Ervin Howard.
Tra i due, dopo intense frequentazioni e scambi di idee, nascerà un forte legame, messo alla prova da duri eventi della vita di ciascuno (in particolar modo, la grave malattia della madre di Howard).

## Produzione
Nei panni di Howard troviamo l'attore Vincent D'Onofrio, protagonista e allo stesso tempo produttore cinematografico della pellicola. Olivia d'Abo, attrice protagonista del film Conan il distruttore era prevista come compagna di D'Onofrio nel film. Sfortunatamente, quando si doveva iniziare la lavorazione, la d'Abo era incinta e pertanto fu necessario sostituirla. Venne scelta Renée Zellweger, che in quello stesso anno aveva confermato la sua partecipazione al film Jerry Maguire.
Al momento della consegna dell'Oscar alla miglior attrice non protagonista per Ritorno a Cold Mountain (2003), Renée Zellweger ringraziò D'Onofrio in un discorso, per averla introdotta alla recitazione e per averle dato modo di fare i primi passi nel mondo del cinema.
La scena del bacio che si danno Robert E. Howard (Vincent D'Onofrio) e Novalyne Price (Renée Zellweger) è stata girata solo una volta. Il bacio mostrato nel film è una versione tagliata e modificata di questa singola ripresa.
Questo film rappresenta il debutto nella regia Dan Ireland. 

## Riconoscimenti
- 1996 - Festival internazionale del cinema di Mar del Plata
  - Astor d'argento alla miglior attrice (Renée Zellweger)
- 1996 - Seattle International Film Festival
  - SIFF Awards per il miglior regista (Dan Ireland)
  - SIFF Awards per il miglior attore (Vincent D'Onofrio)